# Dirk Auer
Dirk Auer (* 21. Januar 1972 in Groß-Gerau) ist ein deutscher Extremsportler und Ingenieur, der durch Hochgeschwindigkeitsfahrten mit Inlineskates und einem eigenkonstruierten, düsengetriebenen Bobby-Car internationale Bekanntheit erlangte.

## Leben
Auer studierte Kunststofftechnik und arbeitet als Ingenieur. Er entwirft und baut seine Fahrzeuge nahezu komplett selbst.
Bereits 1995 vollendete Auer eine Langstreckenfahrt auf Inlineskates: Er legte die rund 521 km von Frankfurt nach München innerhalb von 24 Stunden zurück. Später erreichte er zwei Geschwindigkeitsrekorde auf Skates: Während er von einem Motorrad gezogen wurde, erreichte er 291 km/h und hinter einem Porsche 911 GT2 erzielte er 307 km/h. Damit gilt er als einer der schnellsten Inline-Skater der Welt.
Im August 2018 stellte Auer beim Speed‑Event „Race at Airport“ auf dem Flugfeld in Kirchhellen einen neuen Weltrekord im Düsen‑Bobby‑Car auf. Mit einem speziell umgebauten Bobby‑Car erreichte er eine Höchstgeschwindigkeit von 119 km/h. Der Rekordbruch erfolgte trotz einer Turbinenpanne beim ersten Versuch, bei der Flammen aus dem Antrieb schlugen; letztendlich fuhr Auer mit nur einem aktiven Triebwerk. Sein Gefährt ist mit einer leichten Carbon-Hülle sowie drei BF300-Düsenturbinen ausgestattet – eine am Bobby‑Car selbst und zwei am Körper angebracht – und verfügt über einen erhöhten Lenker und verstärktes Fahrwerk. Die Gesamtleistung wird auf rund 180 PS geschätzt.